# Chaguaní
Chaguaní là một khu tự quản thuộc tỉnh Cundinamarca, Colombia. Thủ phủ của khu tự quản Chaguaní đóng tại Chaguaní Khu tự quản Chaguaní có diện tích ki lô mét vuông. Đến thời điểm ngày 28 tháng 5 năm 2005, khu tự quản Chaguaní có dân số 5080 người.